# Crassula anso-lerouxiae
Crassula anso-lerouxiae (лат.) — вид суккулентных растений рода Толстянка (Crassula) семейства Толстянковые (Crassulaceae), естественно произрастающий на территории Капской провинции Южно-Африканской Республики.

## Ботаническое описание
Многолетний сильно разветвленный вечнозеленый суккулент формирует плотные грозди диаметром до 20 см, а в период цветения достигает высоты до 35 см, при этом старые листья сохраняются. Корни мочковатые. Ветви варьируют от полегающих до восходящих, имеют диаметр 6–7 мм и почти квадратную форму. Междоузлия находятся на расстоянии 12–15 мм друг от друга, а поверхность плотно покрыта белыми загнутыми ресничками около 0,5 мм, которые прижаты к поверхности и направлены к основанию.
Листья перегнутые, твердые, слегка скрученные в стороны, с нечетким черешком. Они являются линейно-обратно-ланцетными, размерами 33-50 х 10-15 мм, с верхней поверхностью, меняющей от светлого до бледно-зеленого цвета. В засушливый сезон лист может становиться плоским или слегка желобчатым. Нижняя поверхность слегка выпуклая, а обе стороны покрыты белыми твердыми ресничками диаметром 0,3 мм, которые прижаты к поверхности и направлены к основанию листа. Гидатоды на листе плохо видимы.
Соцветие верхушечное, удлиненное, представляющее собой колосовидный тирс высотой 10-27 см. Он содержит 5-членные цветки и до 11 дихазий, формируя полушаровидный тирс с ресничатым цветоносом длиной 11 см и круглым диаметром 5 мм. Есть одна пара прижатых к стеблю прицветников размером 6 х 3 мм, их основание срослось на 2 мм, а вершины тупые. Цветочные прицветники также мельче кверху. Цветки характеризуются продолговато-треугольными чашелистиками размером 2 х 1,5 мм, окаймленными восходящими ресничками. Венчик представляет собой трубчатую структуру около 3 мм в длину и 2 мм в диаметре, сросшуюся у основания. Лепестки белого цвета, длиной 3 мм, восходящие, каждый с конечным шаровидным дорсальным придатком. Пыльники окрашены в желтовато-зеленый цвет. Цветение происходит с декабря по январь.

## Распространение
Произрастает в регионе Суккулентого Кару между Вустером и Робертсоном.

## Таксономия
Crassula anso-lerouxiae van Jaarsv., первое упоминание в Bradleya 36: 236 (2018).